# Ettenstatt
Ettenstatt là một đô thị ở huyện Weißenburg-Gunzenhausen, bang Bayern, Đức.